# ماركوني (لاعب كرة قدم)
ماركوني هو لاعب كرة قدم برازيلي في مركز الوسط، ولد في 12 سبتمبر 1987 في إيتابونا في البرازيل. شارك مع منتخب البرازيل تحت 20 سنة لكرة القدم. أما مع النوادي، فقد لعب مع نادي باهيا.

## وصلات خارجية
- ماركوني (لاعب كرة قدم) على موقع قاعدة بيانات كرة القدم.إي يو (الإنجليزية)
- ماركوني (لاعب كرة قدم) على موقع Soccerway.com (الإنجليزية)